# Mentasta Lake (Alaska)
Mentasta Lake es un lugar designado por el censo ubicado en el Área censal de Valdez–Cordova en el estado estadounidense de Alaska. En el Censo de 2010 tenía una población de 112 habitantes y una densidad poblacional de 0,14 personas por km².

## Geografía
Mentasta Lake se encuentra en las coordenadas 62°59′10″N 143°30′49″O / 62.98611, -143.51361. Según la Oficina del Censo de los Estados Unidos, Mentasta Lake tiene una superficie total de 781.63 km², de la cual 777.12 km² corresponden a tierra firme y (2.75%) 4.51 km² es agua.

## Demografía
Según el censo de 2010, había 112 personas residiendo en Mentasta Lake. La densidad de población era de 0,14 hab./km². De los 112 habitantes, Mentasta Lake estaba compuesto por el 23.21% blancos, el 0% eran afroamericanos, el 75.89% eran amerindios, el 0% eran asiáticos, el 0% eran isleños del Pacífico, el 0% eran de otras razas y el 0.89% pertenecían a dos o más razas. Del total de la población el 0% eran hispanos o latinos de cualquier raza.

## Localidades adyacentes
El siguiente diagrama muestra a las localidades más próximas a Mentasta Lake.